# 세인트 세이야 세인티아 쇼
세인트 세이야 세인티아 쇼는 쿠루마다 마사미의 원작 세인트 세이야를 기반으로 하는 스핀오프 만화 작품이다.

## 개요
2013년 9월호에 프리 연재가 게재되어 다음 10월호부터 정식 연재가 개시되었다.원작자인 쿠루다 마사미도 "성처녀인 아테나의 신변을 직접 지키는 것은 소녀라고 하는 생각 아래, 성투사의 소녀물이라고 하는 발상은 전부터 생각하고 있었다. 또 남자와는 다른 소녀의 섬세한 면을 표현할 수 있으면 된다고 지상에 밝혔다.

## 줄거리
아테나와 시로토 사오리가 은하전쟁의 개최를 시작으로 성역에 만연한 악을 백일하에 드러내려고 자신의 싸움을 결심한 이후, 쟁란의 기미를 느낀 사악한 여신 에리스가 혜성 레팔스로 이끌려 다시 지구로 내몰려 해 유혈과 혼란을 야기하려 하고 있다. 성역에서 아테나를 보좌해야 할 교황도 다시 적이 되어 사오리를 위자로 몰아놓고 성투사들에게 토벌을 명했다.
오나가미 아테나와 시로토 사오리의 신변의 보살핌이나 경호등을 담당하는 특별한 성투사 "성투 소녀(세인티아)"의 활약이 그려져 있다. 주인공은 성투 소녀의 외아들 조랑말자리(에클레우스)의 쇼.